# 高桥繁浩
高桥繁浩（日语：／ Takahashi Shigehiro，1961年6月15日—），日本前男子游泳运动员。他曾获得1978年亚洲运动会游泳比赛男子100米蛙泳和200米蛙泳金牌，还参加了1984年夏季奥运会和1988年夏季奥运会游泳比赛。